# Curriculum (Miller)
Curriculum è il primo libro di poesie, scritte in lingua italiana, da Grażyna Miller. Pubblicato da Lalli Editore nel 1988 a Poggibonsi (Toscana). Il libro di 64 pagine contiene 60 poesie ermetiche. Sulla copertina una foto (a colori) della poetessa.
Questo libro si identifica nella sintesi di due mondi diversi: interiore nei sentimenti ed esteriore  nella realtà. Rappresenta una specie di ponte tra il mondo interno della poetessa e quello esterno che la circonda. Attraverso le foto-poesie si può vedere in un modo semplice e chiaro l'anima lirica dell'autrice. I vari temi, come un flash, lampeggiano sorprendenti momenti spirituali in questo originale curriculum.